# 383 Janina
383 Janina eller A894 BC är en asteroid i huvudbältet, som upptäcktes 29 januari 1894 av den franske astronomen Auguste Charlois.
Asteroiden har en diameter på ungefär 43 kilometer och den tillhör asteroidgruppen Themis.